# Henning Mittendorf
Henning Mittendorf (* 3. März 1938 in Holzminden) ist ein deutscher Künstler.

## Leben und Werk
Nach dem Abitur studierte Henning Mittendorf Rechts- und Wirtschaftswissenschaften. Mit Fernstudien, Abendkursen, Universitätsbesuchen und Studienaufenthalten schuf er ab 1956 die Grundlage für eine kommunikativ ausgerichtete Kunst. Seit 1980 ist Mail Art künstlerischer Schwerpunkt im sozialkritisch grundierten Schaffen Mittendorfs. Der Künstler bedient sich heterogener Techniken (wie Collage, Airbrush, Radierung, Kopier-, Laser- und Stempeldruck) und Medien (wie Bleistift, Computer, Pinsel und Stempel), um seine Botschaften in Wort und Bild zu gestalten. Im Zusammenhang mit verschiedenen Ausstellungen hat er Workshops über das Schneiden und die künstlerische Verwendung von Stempeln durchgeführt. Essays und Gedichte wurden in Anthologien, Zeitschriften und Kunstkatalogen veröffentlicht. Mittendorfs Arbeiten werden öffentlich und privat gesammelt. Den abgeschlossenen Teil seines Archivs hat Henning Mittendorf im Jahre 2004 dem Museum für Kommunikation Frankfurt gestiftet.
Henning Mittendorf lebt in Frankfurt am Main.

## Einzelausstellung (Auswahl)
- Galerie Kreuzweg Neun, Braunschweig (1979).
- Atelier Artistique International, Séguret (1982).
- Galerie der Sung Kyun Kwan University Seoul (1987).
- Stanza della Bohème, Mailand (1988).
- Stamp Art Gallery, San Francisco (1993/94).

## Gruppenausstellung (Auswahl)
- Myths and Realities. Man, the State and Society in Question, Palais de l’Europe, Straßburg (1984).
- Biennal Internacional de Poesia Visual y Esperimental en Mexico, Mexiko-Stadt u. a. (1985, 1990, 1992, 1996).
- Timbres d’Artistes et images de Timbres, Musée de la Poste Paris (1993).
- Premio Nazionale di Pittura e Premio Internazionale di Grafica del Pomero, Rho (1994–1998, 2000–2006).
- International Mail Art Show, Museo Nacional de Bellas Artes, Havanna (1995).
- Osteuropa Mail Art im internationalen Netzwerk, Staatliches Museum Schwerin (1996).
- 1. Kongress der International Writers and Artists Association, Instituto Brasileiro de Medicina e Reabilitaçao, Rio de Janeiro (1998).
- New York Correspondance School 1962–2002. 40 Years of Mail Art, Sala Cassero, Castel S. Pietro Terme, Italien (2002).
- Civilisations, L’académie des beaux-arts Lüttich.
- Mailartissimo 2004, The A. S. Popov Central Museum of Communications, St. Petersburg (2004).

## Organisation von Mail-Art-Ausstellungen (Auswahl)
- If Still Alive Express It To Me!, Gallerie Im Bunker, Frankfurt am Main (1985).
- Where Do You Find Encouragement? Express It To Me!, Eeklo (1987).
- Where Leads The Voyage? Express It To Me!, Murr, Frankfurt am Main und Ragny, Frankreich (1988, 1989, 1990).
- Who Eats Whom And Why? Express It To Me!, Neu-Isenburg und Murr (1993, 1995).
- Altern/Growing Old – Alter(n)s-Bilder in Vergangenheit und Gegenwart, Frankfurt am Main (1998).

## Auszeichnung (Auswahl)
- 1972: 1. Preis Exposition Artistique Internationale Kunstentoonstelling, Brüssel.
- 1978: 3. Preis Arbeitswelt, Grafikwettbewerb, Frankfurt am Main.
- 1988: Prämierung First International Exhibition of Rainbow Stamp Art, San Francisco.
- 1994: 1. Preis International Writers Association, Bluffton.
- 2002: Award of the Jury Children for Peace, Militärmuseum Breslau (Muzeum Militariów), Arsenal, Wrocław.
- 2010: Sonderpreis Internationale Spanyolnátha Mail-Art Biennale, Hernadhak (Ungarn).
- 2012: 3. Preis Art Postal Conceptuel - Concours d'Art Postal, Amicale Philatélique, Nanterre.